# Голям кускус
Големият кускус (Dactylopsila trivirgata) е вид бозайник от семейство Petauridae.

## Разпространение и местообитание
Разпространен е в Австралия, Индонезия и Папуа Нова Гвинея.